# Lyonetia
Lyonetia là một chi bướm đêm thuộc họ Lyonetiidae.

## Các loài
- Lyonetia alniella Chambers, 1875
- Lyonetia anthemopa Meyrick, 1936
- Lyonetia bakuchia Kuroko, 1964
- Lyonetia boehmeriella Kuroko, 1964
- Lyonetia candida Braun, 1916
- Lyonetia castaneella Kuroko, 1964
- Lyonetia clerkella (Linnaeus, 1758) – Apple Leaf Miner
- Lyonetia embolotypa Turner, 1923
- Lyonetia euryella Kuroko, 1964
- Lyonetia latistrigella Walsingham, 1882
- Lyonetia lechrioscia Turner, 1926
- Lyonetia ledi Wocke, 1859
- Lyonetia leurodes Meyrick, 1915 (Sri Lanka)
- Lyonetia meridiana Kuroko, 1982
- Lyonetia myricella Kuroko, 1964
- Lyonetia penthesilea Meyrick, 1921
- Lyonetia photina Turner, 1923
- Lyonetia prunifoliella (Hübner, 1796)
- Lyonetia pulverulentella Zeller, 1839
- Lyonetia saliciella Busck, 1904
- Lyonetia scriptifera Meyrick, 1921
- Lyonetia yasudai Kuroko, 1964